# Lepiota erminea
Lepiota erminea е базидиева гъба от семейство Agaricaceae. Международната микологична асоциация признава вида Lepiota erminea (Fr.) P. Kumm. 1871, докато Lepiota alba (Bres.) Sacc. 1887 е просто синоним .